# Niels van Steenis
Niels Henning van Steenis (* 3. November 1969 in Groningen) ist ein ehemaliger niederländischer Ruderer. Er wurde 1996 Olympiasieger.
Niels van Steenis vom Dare Devil Club Rotterdam nahm 1987 mit dem Doppelvierer an den Junioren-Weltmeisterschaften teil und belegte den achten Platz. 1988 war er in der gleichen Bootsklasse Fünfter der inoffiziellen U23-Weltmeisterschaften. Von 1989 bis 1991 gewann er drei Medaillen bei den Titelkämpfen in der U23-Altersklasse: 1989 Silber mit dem Vierer ohne Steuermann, 1990 Bronze im Doppelvierer und 1991 Silber im Doppelzweier. 
1993 nahm er mit dem niederländischen Achter erstmals an den Weltmeisterschaften in der Erwachsenenklasse teil und belegte den fünften Platz. Bei den Weltmeisterschaften 1994 hinter den USA und 1995 hinter dem Deutschland-Achter erkämpfte der niederländische Achter jeweils die Silbermedaille. 1996 gewann der niederländische Achter die vorolympischen Regatten in Duisburg und Luzern recht deutlich. Bei den Olympischen Spielen 1996 in Atlanta siegten die Niederländer klar vor dem Deutschland-Achter.